# Miss Mundo Chile
Miss Mundo Chile es el concurso de belleza femenina que elige a la representante de dicho país para competir en el certamen internacional de Miss Mundo (fundado en 1951). La actual poseedora del título es Francisca Lavandero Ceballos, representante de la comuna de Los Ángeles.

## Historia
Chile envió a su primera representante al Miss Mundo en 1963. La primera Miss Mundo Chile fue seleccionada de un pequeño grupo de concursantes por una compañía argentina que tenía la franquicia de cinco países sudamericanos. Posteriormente, se eligieron representantes entre 1966 y 1969 resultando una semifinalista (1967). El país se ausentó entre 1970 y 1975 para después estar presente entre 1976 y 1979.
Entre 1981 y 1990, Canal 13, en conjunto con la revista Vea, transmitió en su programa Martes 13 la semifinal y la final del Miss Mundo Chile. Entre 1991 y 1994, la revista Paula y Canal 13 decidieron elegir conjuntamente a Miss Chile para Miss Universo y Miss Mundo; sin embargo, debido a cambios de dueños en el certamen estadounidense, Canal 13 solo quedó con la opción de elegir a la representante a Miss Mundo, lo que se realizó bajo el nombre de Miss Mundo Chile entre 1995 y 1997 y Miss Chile entre 1998 y 1999.
Al comenzar el año 2000, y debido a la crisis financiera que atraviesa el canal y a la salida de los dueños de la Marca Miss Chile, se decidió no realizar el certamen. Daniella Campos, ganadora de la versión 1998, y Millaray Palma, diseñadora de alta costura, decidieron tomar el desafió y elegir a Miss Mundo Chile resultando ganadora la linarenense Isabel Bawlitza. A partir de 2002 solo Palma mantuvo la franquicia, la cual terminó en 2004 con la elección de Verónica Roberts. Más tarde se eligieron diversas representantes a través de diferentes sostenedores de la franquicia desde 2006 hasta 2008. Desde 2011 hasta 2013, se seleccionó a la representante chilena bajo la organización Miss Chile. Durante los dos últimos años de la organización, se seleccionó a la representante chilena en los reality show No Basta con ser Bella (2012) y Proyecto Miss Chile (2013) transmitidos por Canal 13 en conjunto con la entonces presidenta de Miss Chile, Carla Marín. 
En 2014, Miss Chile se disolvió. En 2015 se volvió a enviar una representante, esta vez bajo la franquicia Miss Mundo Chile, organizada por Keno Manzur. La nueva organización está enfocada en tener una causa que represente en su totalidad el lema «Belleza con propósito».

## Estadísticas
Hasta 2021, Chile ha participado en 46 de las 71 ediciones del Miss Mundo, ha tenido tres semifinalistas y una participante se ubicó en la etapa previa a las semifinalistas (Top30). Además, en 1998 Daniella Campos ganó el título de Reina de las Américas y en 2011 Gabriela Pulgar ganó la competencia de talento.
| Posición           | N.º | Año(s)                             |
| ------------------ | --- | ---------------------------------- |
| Miss Mundo         | 0   | -                                  |
| Finalista          | 0   | -                                  |
| Reina continental  | 1   | 1998                               |
| Semifinalista      | 6   | 1967, 1998, 2000, 2011, 2018, 2021 |
| Miss Mundo Talento | 1   | 2011                               |

- Miss Mundo Chile 1987, Yasna Vukasovic, quedó posicionada número 10, sin embargo la decisión de la Org. Miss Mundo de dejar al menos en el cuadro de las doce semifinalistas a una participante de cada continente originó que tanto la representante chilena como la representante de Ecuador y la dueña de casa Reino Unido no entraran al Top 12 teniendo las tres 25 puntos, suficiente para clasificar.
- Miss Mundo Chile 2001, Christianne Balmelli, previamente considerada favorita por el diario británico The Sun, se ubicó número #14, a cuatro posiciones de completar el cuadro de diez semifinalistas de Miss Mundo 2001.

## Ganadoras
Simbología
- La concursante ganó Miss Mundo.
- La concursante fue finalista.
- La concursante fue semifinalista.
- La concursante fue cuartofinalista.

| Año  | Miss Mundo Chile              | Ciudad             | Resultado                | Notas |
| ---- | ----------------------------- | ------------------ | ------------------------ | --- |
| 1951 | Chile no participó            | Chile no participó | Chile no participó       | Chile no participó |
| 1962 | Chile no participó            | Chile no participó | Chile no participó       | Chile no participó |
| 1963 | Pilar Aguirre Gómez           | Valparaíso         | No clasificó             | |
| 1964 | Chile no participó            | Chile no participó | Chile no participó       | Chile no participó |
| 1965 | Chile no participó            | Chile no participó | Chile no participó       | Chile no participó |
| 1966 | Amelia Galaz Cortés           | Santiago           | No clasificó             | |
| 1967 | Margarita Téllez Gabella      | Santiago           | Semifinalista (Top 15)   | |
| 1968 | Carmen Smith                  | Santiago           | No clasificó             | |
| 1969 | Ana Nazar Mayor del Arco      | Santiago           | No clasificó             | |
| 1970 | Chile no participó            | Chile no participó | Chile no participó       | Chile no participó |
| 1971 | Chile no participó            | Chile no participó | Chile no participó       | Chile no participó |
| 1972 | Chile no participó            | Chile no participó | Chile no participó       | Chile no participó |
| 1973 | Chile no participó            | Chile no participó | Chile no participó       | Chile no participó |
| 1974 | Chile no participó            | Chile no participó | Chile no participó       | Chile no participó |
| 1975 | Chile no participó            | Chile no participó | Chile no participó       | Chile no participó |
| 1976 | Cristina Granzow Cartagena    | Santiago           | No clasificó             | |
| 1977 | Annie Garling Vial            | Santiago           | No clasificó             | |
| 1978 | Trinidad Sepúlveda Pavón      | Santiago           | No clasificó             | |
| 1979 | Mariela Toledo Rojas          | Santiago           | No clasificó             | |
| 1980 | Chile no participó            | Chile no participó | Chile no participó       | Chile no participó |
| 1981 | Susanna Bravo Indo            | Viña del Mar       | No clasificó             | |
| 1982 | Mariana Reinhardt Lagos       | Santiago           | No clasificó             | |
| 1983 | Gina Rovira Beyris            | Santiago           | No clasificó             | |
| 1984 | Soledad García Leinenweber    | Santiago           | No clasificó             | |
| 1985 | Lydia Labarca Birke           | Santiago           | No clasificó             | |
| 1986 | Margot Fuenzalida Montt       | Santiago           | No clasificó             | |
| 1987 | Yasna Vukasovic Álvarez       | Punta Arenas       | No clasificó             | Top 10 Swimsuit Competition |
| 1988 | Francisca Aldunate Sanhueza   | Santiago           | No clasificó             | |
| 1989 | Claudia Bahamondes Celis      | Santiago           | No clasificó             | |
| 1990 | Isabel Jara Pizarro           | Santiago           | No clasificó             | |
| 1991 | Carolina Michelson Martínez   | Santiago           | No clasificó             | |
| 1992 | Paula Caballero Fernández     | Santiago           | No clasificó             | |
| 1993 | Jéssica Eterovic Pozas        | Punta Arenas       | No clasificó             | |
| 1994 | Yulissa del Pino Pinochet     | Santiago           | No clasificó             | |
| 1995 | Tonka Tomicic Petric          | Santiago           | No clasificó             | |
| 1996 | Luz Valenzuela Höllzer        | Santiago           | No clasificó             | |
| 1997 | Paulina Mladinic Zorzano      | Viña del Mar       | No clasificó             | |
| 1998 | Daniella Campos Lathrop       | Santiago           | Semifinalista (Top 10)   | Reina de las Américas |
| 1999 | Lissette Sierra Ocayo         | Arica              | No clasificó             | |
| 2000 | Isabel Bawlitza Muñoz         | Linares            | Semifinalista (Top 10)   | |
| 2001 | Christianne Balmelli Fournier | Temuco             | No clasificó             | |
| 2002 | Daniela Casanova Müller       | Viña del Mar       | No clasificó             | |
| 2003 | Patricia Soler Artigues       | La Serena          | No clasificó             | |
| 2004 | Verónica Roberts Olcay        | Santiago           | No clasificó             | |
| 2005 | Chile no participó            | Chile no participó | Chile no participó       | Chile no participó |
| 2006 | Constanza Silva Aguayo        | Santiago           | No clasificó             | |
| 2007 | Bernardita Zúñiga Huesbe      | Viña del Mar       | No clasificó             | |
| 2008 | Nataly Chilet Bustamante      | Santiago           | No clasificó             | |
| 2009 | Chile no participó            | Chile no participó | Chile no participó       | Chile no participó |
| 2010 | Chile no participó            | Chile no participó | Chile no participó       | Chile no participó |
| 2011 | Gabriela Pulgar Luco          | Viña del Mar       | Cuartofinalista (Top 20) | Miss Mundo Talento (Ganadora) Miss Mundo Deportes (Top 24) |
| 2012 | Camila Recabarren Adaros      | La Serena          | No clasificó             | Miss Mundo Top Model (Top 10) |
| 2013 | Camila Andrade Mora           | Concepción         | No clasificó             | Miss Mundo Belleza de Playa (Top 33), Danzas del Mundo (Top 11) |
| 2014 | Chile no participó            | Chile no participó | Chile no participó       | Chile no participó |
| 2015 | Fernanda Sobarzo Aguilera     | Santiago           | No clasificó             | |
| 2016 | Antonia Figueroa Alvarado     | Coquimbo           | No clasificó             | Competencia de Talentos (Top 10) |
| 2017 | Victoria Stein Muñoz          | Puerto Montt       | No clasificó             | |
| 2018 | Anahí Hormazábal Garay        | Santiago           | Cuartofinalista (Top 30) | Desafío Head to Head (ganadora de su grupo y ganadora del duelo con Miss Líbano formando parte del top 8) Miss Mundo Top Model (Top 32) y Miss Mundo Belleza con un propósito (Top 12) |
| 2019 | Ignacia Albornoz Olmedo       | Santiago           | No clasificó             | |
| 2021 | Carol Drpic Galindo           | Punta Arenas       | Cuartofinalista (Top 40) | Finalista de Miss Mundo Talento (top 5) |
| 2023 | Ambar Zenteno Santibáñez      | Santiago           | No clasificó             | Finalista Miss Mundo Deporte (Top 2) |
| 2025 | Francisca Lavandero Ceballos  | Los Ángeles        | No clasificó             | |